# Тінь (спецпідрозділ)
Ро́та ро́звідки спеціа́льного призна́чення «Тінь» — рота розвідки спеціального призначення Кримського територіального командування внутрішніх військ МВС України.

## Емблема
За основу геральдичної символіки та назви даного утворення силових структур узято явище фізичної невловимості тіні. У центрі емблеми — джерелом світла виступає традиційний християнський символ моральних цінностей українського воїна елітного підрозділу спецпризначенців. Форма хреста — від Єрусалимського хреста, а кольори його — від біло-червоних барв прапору Кустодії Святої Землі. У горі — герб України, а навколо — текст офіційної назви даного елітного спецпідрозділу.

## Завдання
У завдання підрозділу входить проведення антитерористичних заходів, збір відомостей про незаконні збройні формування, диверсійно-розвідувальні групи. Крім того, у воєнний час на роту покладені обов'язки по проведенню глибинної розвідки на тимчасово окупованій території України, диверсійна робота, організація опору в тилі ворога.
«Тінь» підрозділ універсальний. Бійці можуть вирішувати як розвідувальні, так і контррозвідувальні завдання, навчені діяти тривалий час автономно на ворожій території, або контрольованою терористами.
Структурно «Тінь» входить до складу батальйону спеціального призначення військової частини № 3009 КТК ВВ МВС України.

## Бойова підготовка
Основний упор у бойовій підготовці бійців «Тіні» — на фізичній та вогневій підготовці. Фізична підготовка включала рукопашний бій, біг на довгі дистанції, силові вправи на витривалість. Рота в ході бойового навчання співпрацювала з гірськострілецькою ротою «Лаванда». Як правило, «Тінь» грала роль диверсійного підрозділу, пошук і ліквідація якого ставиться в завдання «Лаванди».
Крім того бійці проходили парашутно-десантну підготовку, альпіністську і підводну підготовку.

## Озброєння
На озброєнні бійців «Тіні» перебуває найсучасніша зброя спеціального призначення. Серед них, окрім штатних АК-74, АПС (пістолет Стечкіна), ПМ є наступні зразки зброї:
- РПГ-18 — гранатомет
- АПС — автомат підводний спеціальний
- Прилади для безшумної стрільби
- НРС-2 — Ніж розвідника спеціальний, стріляючий.

## Командир роти
- Володимир Олександрович Ситник
- Карпенко Сергій Іванович